# モゴレッラ
モゴレッラ（イタリア語: Mogorella）は、イタリア共和国サルデーニャ自治州オリスターノ県にある、人口約400人の基礎自治体（コムーネ）。

## 地理

### 位置・広がり

#### 隣接コムーネ
隣接するコムーネは以下の通り。
- アルバジャーラ
- ルイーナス
- ウゼッルス
- ヴィッラ・サンタントーニオ
- ヴィッラウルバーナ